# بوستان بهشت مادران
بوستان بهشت مادران نخستین پارک اختصاصی بانوان است  که در  تهران ایجاد شد. این بوستان سال ۱۳۸۷ افتتاح شد.

## معرفی

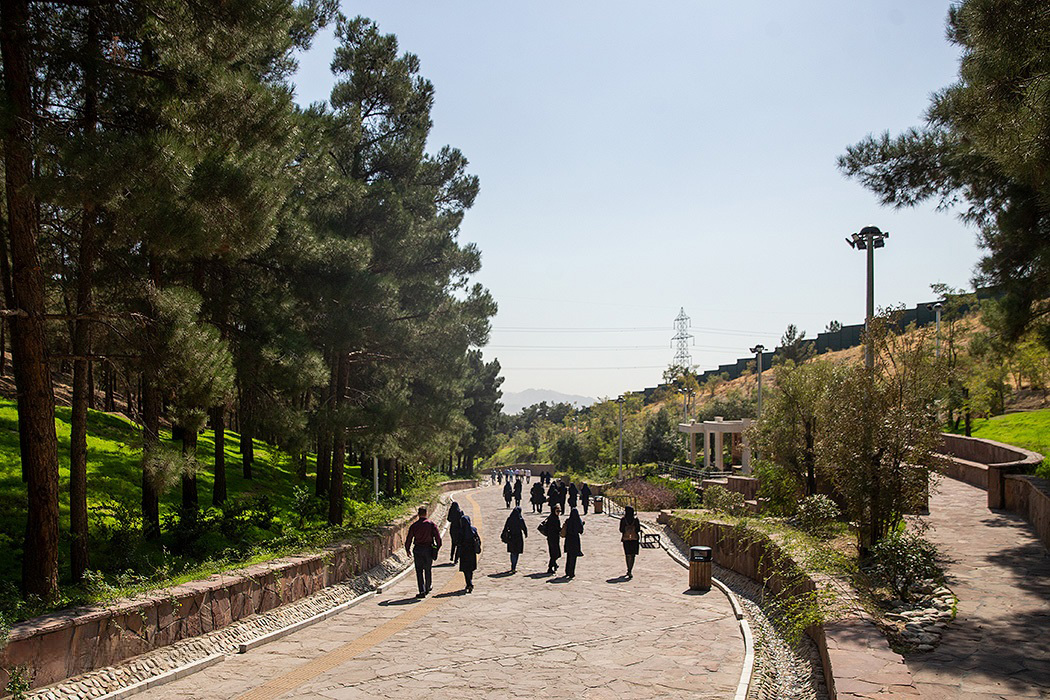
نمایی از بوستان اختصاصی خانم‌ها در تهران

بهشت مادران نخستین بوستان اختصاصی زن‌ها در ایران اردیبهشت ۱۳۸۷ افتتاح شد. بهره‌بردای از نخستین پارک بانوان بازتاب زیادی در فضای رسانه‌ای داشت. افتتاح نخستین بوستان زن‌ها با مخالفت شماری از شهروندان همراه شد و از این ایده به عنوان تلاشی برای دامن زدن به تفکیک جنسیتی یاد شد.

ساخت این بوستان از سال ۱۳۸۴ آغاز شد. ین بوستان که ۲۰ هکتار مساحت دارد دارای امکانات مختلف ورزشی و فرهنگی است. این بوستان در منطقه سه شهرداری تهران منطقه در تقاطع اتوبان حقانی و خیابان شهید کاوه قرار داد. براساس گزارش‌هایی در بعضی روزهای تعطیل این پارک همگانی و خانوادگی است. این بوستان چندین بار موضوع گزارش‌های توصیفی روزنامه‌نگاران بوده‌است.طرح تأسیس بوستان بهشت مادران به عنوان نخستین پارک ویژه زن‌ها مرداد ۱۳۸۲ در شورای شهر تهران به تصویب رسید.
نشانی
این بوستان در شرق بزرگراه شهید حقانی و غرب منطقه سید خندان تهران قرار دارد. 

## امکانات
بوستان بهشت مادران دارای امکانات متعدد تفریحی، ورزشی، آموزشی و فرهنگی است. از جمله می‌توان به پیست دوچرخه سواری، سالن والیبال و بسکتبال، سالن تیر و کمان، وسایل بازی کودکان، خانه فرهنگ حوراء (دارای کلاسهای آموزشی)، آلاچیق و فضای سبز و گذر مهارت اشاره کرد.

## حاشیه‌ها
بوستان بهشت مادران از زمان احداث تا کنون چندین بار خبرساز شده‌است. از جمله قرق بوستان برای حضور همسر محمد جواد ظریف در بهشت مادران، تصمیم به واگذاری بخشی از زمین‌های بوستان بهشت مادران به شرکت نوسازی اراضی عباس‌آباد و نیز اقدام به ساخت و ساز غیرمجاز در بوستان از جمله رویدادهایی است که توجه رسانه‌ها و افکار عمومی را به آن جلب کرده‌است.
- ناهید خداکرمی عضو شورای شهر تهران در مخالفت با واگذاری بخشی از زمین‌های بوستان بهشت مادران به شرکت نوسازی اراضی عباس‌آباد گفته بود:[۱۵] «خانواده‌های تهرانی و شورای شهر اجازه نمی‌دهند که حتی یک متر از بوستان بهشت مادران توسط هیچ ارگانی تصرف شود.»[۱۶]
- شهردار منطقه سه شهرداری تهران دربارهٔ ساخت و ساز در بوستان بهشت مادران گفته بود. «برای ساخت و ساز در ۲۱۰۰ متر مربع از این بوستان مجوزهایی صادر شده‌است. باتوجه به اصل حقوق عامه به شهرداری تهران تذکر می‌دهم که از تصرف این پارک و تغییر کاربری آن خودداری کند.»[۱۷]